# Ничке, Филип
Филип Хэйг Ничке (англ. Philip Haig Nitschke; род. 8 августа 1947, Южная Австралия) — австралийский врач, проповедник эвтаназии, которого его последователи считают «гуманистом», автор и основатель группы «Exit International» (с англ. — «Международный выход»). Он способствовал легализации эвтаназии в Австралии (Северная территория), а также помог четырём гражданам уйти из жизни, прежде чем закон был отменён правительством Австралии. Ничке заявил, что он первый врач в мире, который применил законную добровольную смертельную инъекцию. 
Ничке утверждает, что он и его группа регулярно подвергаются преследованиям со стороны властей. В 2014 году медицинская лицензия Ничке была приостановлена на том основании, что он представляет собой серьёзную опасность для населения, как практикующий врач, предоставляющий консультации по прекращению жизни путём эвтаназии.

## Биография и деятельность
Родился Филип Ничке в 1947 году в Южной Австралии. Изучал физику в Университете Аделаиды, получив степень доктора философии в Университете Флиндерс. Но, оставив научную карьеру, он отправляется в Северную территорию, чтобы принять участие в борьбе по защите земельных прав аборигенов. После этой деятельности, Ничке начинает изучать медицину. Его давно интересовала медицина, так как сам он страдал от ипохондрии бо́льшую часть своей взрослой жизни, и надеялся, что изучение медицины поможет ему найти способ победить болезнь. 
Кроме четырёх случаев помощи в применении эвтаназии, Ничке также предоставлял консультации и другим гражданам. В частности, он проконсультировал Нэнси Крик (англ. Nancy Crick), которая ушла из жизни в возрасте 69 лет, 22 мая 2002 года. Крик, в присутствии более чем 20 друзей и своей семьи (но без участия Ничке), приняла смертельную дозу барбитуратов, быстро уснула и умерла в течение 20 минут. Нэнси Крик претерпела несколько операций по излечению рака кишечника, но в итоге её состояние ухудшалось, и она стала неоперабельной. Её болезнь доставляла ей постоянную боль. Как заявил Ничке, — «она на самом деле не хотела умирать, когда у неё был рак. Она хотела уйти из жизни только после применения лечения рака». Ничке консультировал профессора, Лизэтт Нигот (Lisette Nigot), которая была физически здоровой 79-летней женщиной, но искала подходящий метод добровольной эвтаназии. Она нуждалась в консультации Ничке. Нигот приняла большую дозу лекарства, которое она купила в США, и вскоре она умерла. Нигот поблагодарила Ничке за поддержку, а также заявила, что считает его настоящим борцом за продвижение гуманности. 
Филип Ничке является автором идеи «корабля смерти», который должен был позволить обойти местные законы, и предоставлять эвтаназию по всему миру, находясь в международных водах.
2 мая 2009 года Ничке был задержан на девять часов в аэропорту Хитроу, после прибытия в Великобританию для прочтения лекции на тему добровольной эвтаназии. Этот случай крайне возмутил Ничке, так как хотя эвтаназия в Великобритании запрещена, но британский закон не запрещает приезжать в страну с целью прочтения лекций на тему эвтаназии.

### Прибор для эвтаназии

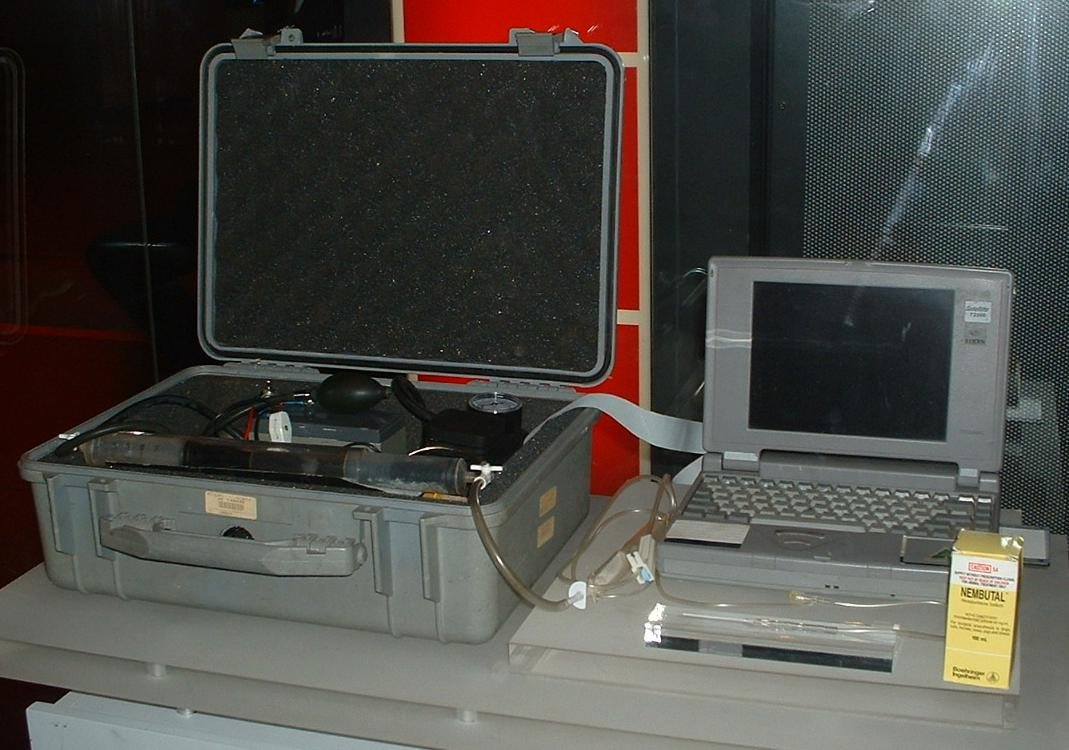
Оборудование Ничке для эвтаназии (Австралия)

В 2008 году Филип Ничке презентовал своё изобретение — прибор, собранный из предметов домашнего быта и убивающий при помощи внедрения дозы моноксида углерода. Ничке заявил, что желающему покончить жизнь самоубийством нужно сделать всего два-три вдоха из этой машины. Би-Би-Си, распространившее данную информацию, не объясняет устройства приспособления, но сообщает, что его несложно собрать из банки или бутылочки. По словам Ничке, к нему уже обратились 200 австралийцев, желающих ознакомиться с устройством нового изобретения. Ничке пообещал позаботиться о том, чтобы собирать эти устройства приходили только те, кто имеет на то веские причины. «Это будут пожилые австралийцы», — сказал он. Ранее он разработал мини-генератор угарного газа с трубочками, вставляемыми в ноздри, и так называемый «пакет для ухода», представляющий собой пластиковый пакет с резинкой для фиксации его на шее.

### Нембутал в Мексике
В Мексику неизлечимо больные люди едут за нембуталом. Причём едут не только из соседней Америки, но даже из таких далёких краёв, как Австралия и Новая Зеландия. Типичный представитель необычных туристов — Дон Флаундерс, 78-летний пенсионер, живущий в пригороде Мельбурна. У него неизлечимая мезотелиома, разновидность рака, разъедающая лёгкие. Он проработал 16 лет в Shell Oil, в здании, при строительстве которого, как выяснилось позднее, использовался самый ядовитый голубой асбест. Десять лет назад, когда врачи поставили Дону Флаундерсу страшный диагноз, он вместе с женой Айрис стал членом «Exit International», основателем которой является Филип Ничке. Организация помогает неизлечимо больным людям безболезненно уйти из жизни. За семь лет «Exit International» помогла почти 300 австралийцам, новозеландцам и американцам найти «смерть в бутылке». Так называют нембутал, который свободно продаётся в мексиканских аптеках для усыпления домашних животных. В основе нембутала — пентобарбитал. Раньше он повсеместно, в том числе и в Америке, использовался как снотворное. Именно это лекарство лежало в основе коктейлей, которыми отравились в 60-е годы прошлого века Мэрилин Монро и Джуди Гарланд. Сейчас оно применяется главным образом в ветеринарной медицине. Дон Флаундерс давно решил не ждать мучительной смерти и, когда боль станет невыносимой, самому уйти из жизни. Он долго изучал вопрос самоубийства и пришёл к выводу, что нембутал — самый лёгкий и безболезненный способ. Лекарство Флаундерс растворит перед употреблением в джине. Рецепт этого коктейля Флаундерс узнал благодаря «Exit International», который обеспечивает всех желающих информацией и помогает сделать выбор. «Как ни удивительно, — говорит Филип Ничке, — врачи таким пациентам могут прописать очень мало лекарств». 
Ничке — автор руководства, запрещённого в Австралии и в других странах, под названием «The Peaceful Pill Handbook» (дословно — «Справочник по мирным таблеткам»), где подробно объясняется, как проще и без мучений покончить с собой. В Мексике Флаундерсы купили несколько 100-миллилитровых флаконов ветеринарного пентобарбитала по 50 долларов каждая. К тому же, Айрис, которая на 7 лет старше мужа, хотя и не больна никакой смертельно опасной болезнью, после его смерти тоже собирается совершить самоубийство. Они прожили вместе 57 лет и имеют двух взрослых детей, которые одобряют решение родителей. Флаундерсы привезли нембутал и для Энджи Белессью, тоже члена «Международного выхода». 56-летняя женщина умирает от рака груди. Путешествовать она не может, потому что у неё очень хрупкие кости. Белессью попросила Дона и Айрис привезти и ей лекарство и частично оплатила им дорогую поездку. Австралийское телевидение сделало передачу о смертельном шопинг-туре Флаундерсов. Через шесть дней после возвращения Дона и Айрис в их дом и в дом Энджи Белессью нагрянула полиция. Стражи порядка всё перерыли, но лекарство не нашли. Дон Флаундерс считает, что съездил в Мексику не зря. Они с Айрис своё решение обстоятельно обдумали. Конечно, Флаундерсы на тот свет не торопятся, но сама мысль о том, что у них всегда под рукой нембутал, которым можно воспользоваться, когда боль станет невыносимой, успокаивает.

### Смерть с достоинством
29 апреля 2009 года, Ничке сказал: «Кажется, мы требуем от людей жить с унижением, болью и страданием, тогда как мы добрее к нашим домашним животным, когда их страдания становятся слишком сильными. Это просто не логично. Беда в том, что мы имели слишком много веков религиозного обмана». 
Ничке работает в основном с пожилыми людьми, от которых он получает вдохновение, говоря: «Вдохновение дают скорее пожилые люди, которые видят в этом довольно практичный подход». В июле 2009 года Ничке заявил, что он больше не считает, что добровольная эвтаназия должна быть доступна только для неизлечимо больных, но что пожилые люди, которые боятся старости и недееспособные — должны также иметь выбор. Он заявил, что растёт число людей, которые сами находят способы и препараты для совершения эвтаназии, и их на самом деле не волнует, изменится закон или нет.

### Реклама эвтаназии на телевидении
В 2010 году в Австралии Ничке инициировал рекламную кампанию по легализации эвтаназии. По его словам, подобная реклама призвана как побудить людей задуматься об эвтаназии лично, так и вызвать общественные дебаты по этому вопросу. В рамках кампании по ночному телевидению должен был показываться рекламный ролик, в котором пожилой неизлечимо больной человек размышляет о принятых в жизни решениях. По замыслу режиссёра, реклама должна была подчеркнуть, что человек, обладающий свободой выбора в течение жизни, не имеет её, когда речь идёт о смерти. В конце ролика старик, глядя в камеру, произносит: «Почему вы не даёте мне выбора?». В конце рекламы выводится сообщение о том, что «85 % австралийцев поддерживают легализацию эвтаназии, а правительство — нет». Общая стоимость рекламной кампании должна была составить 60 тысяч долларов. Филип Ничке выразил надежду, что реклама вызовет широкий общественный резонанс, который не позволит политикам отмахиваться от вопросов, связанных с легализацией эвтаназии. Однако, реклама эвтаназии не была одобрена владельцами телекомпании и в эфир не попала. Общественность сможет увидеть эту рекламу только в интернете, так как австралийские телевизионщики отказались пускать его в эфир. Как говорится в заявлении Free TV Australia, они опасаются того, что трансляция ролика может идти вразрез с условиями, на которых австралийский регулятор ACMA предоставляет лицензии. Реклама может выйти в эфир только после получения выводов экспертов, не является ли она поощрением к самоубийству.
Газовая камера «Sarco»

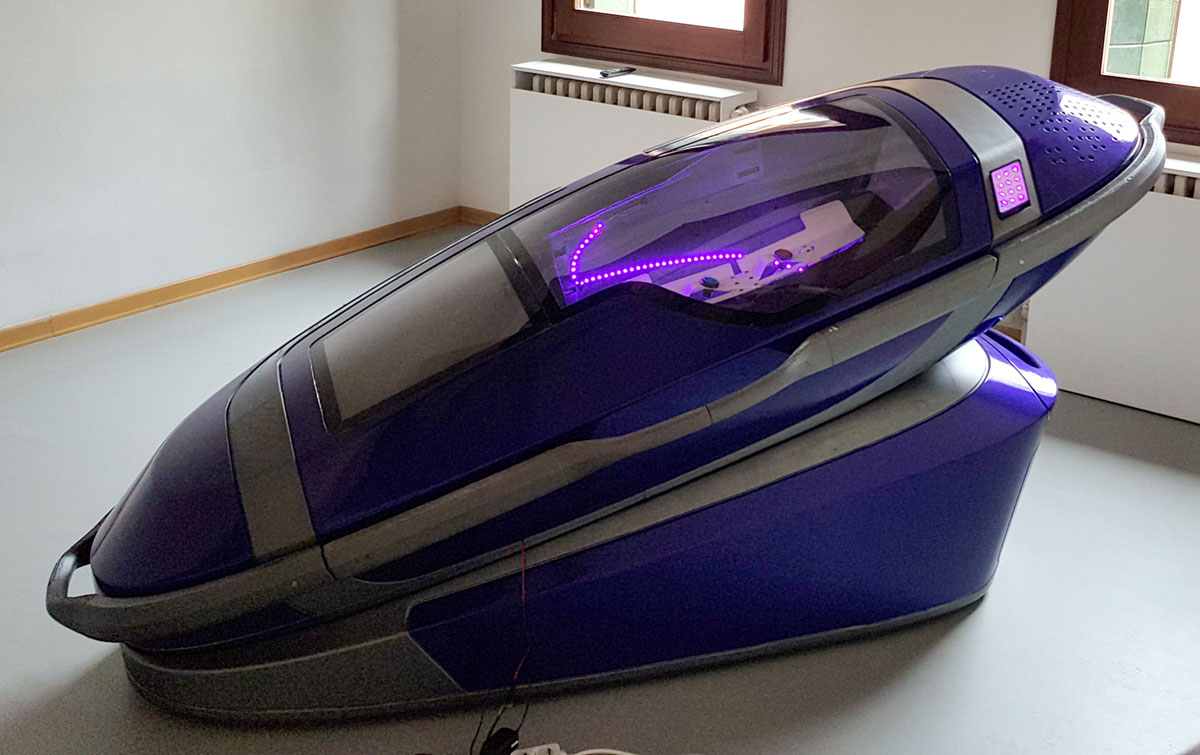
Капсула для эвтаназии «Sarco»

В 2017 году на одной из похоронных выставок в Нидерландах Филип Ничке представил газовую камеру для эвтаназии «Sarco». Проект получил шквал критики, тем самым был разрекламирован в средствах массовой информации. В декабре 2021 года Ничке заявил, что Sarco получила разрешение на использование в Швейцарии.

## Награды и признание
- Премия «Rainier Foundation Humanitarian Award» (1996)
- Австралийский гуманист года (Совет австралийских гуманистических обществ, 1998)

## Книги
- Killing Me Softly: Voluntary Euthanasia And The Road To The Peaceful Pill; 2005.
- The Peaceful Pill Handbook; 2007. Prohibited or at limited sale in Australia and New Zealand[10][11][12].
- Damned If I Do, autobiography; 2013.